# Glinka (powiat braniewski)
Glinka (niem. Hermannsdorf) – osada w Polsce położona w województwie warmińsko-mazurskim, w powiecie braniewskim, w gminie Braniewo przy drodze krajowej nr 54.
Do 1954 w granicach Braniewa.
W latach 1975–1998 miejscowość administracyjnie należała do województwa elbląskiego. Osada znajduje się w historycznym regionie Warmia.